# Perkáta
Perkáta è un comune dell'Ungheria di 4.139 abitanti (dati 2001). È situato nella contea di Fejér.